# Laredo Kid
Pour les articles homonymes, voir Kid.
Laredo Kid (né le 30 décembre 1986 à Nuevo Laredo, Tamaulipas) est un catcheur (lutteur professionnel) masqué mexicain. Il travaille actuellement à la Lucha Libre AAA Worldwide et à la Total Nonstop Action Wrestling.

## Carrière

### Débuts au Mexique (2003-2005)
Laredo Kid commence sa carrière de catcheur au Mexique sous le nom de The Exterminator avant de changer de nom de ring.

### Asistencia Asesoría y Administración (2005–2011)
Laredo Kid rejoint la Asistencia Asesoría y Administración (AAA) en 2005. Il incarne dans cette fédération un tecnico et forme le clan Real Fuerza Aérea avec Super Fly, Rey Cometa et Nemesis.
Il participe au tournoi Luchando Por Un Sueño qui se déroule du 17 août au 17 septembre 2006 qu'il remporte en éliminant Mr Condor puis Pescadilla avant de remporter un match à trois à élimination en finale face à Gran Apache et Kaoma Jr..
En août 2007, il part au Japon lutter pour la Pro Wrestling NOAH. Le 7 octobre, il se casse une jambe au cours d'un match durant Homenaje a Antonio Peña (en). Il remonte sur le ring en février 2008 et reste dans cette fédération jusqu'en 2011. 
Il revient à deux reprises à la AAA : d'abord le 14 juin 2015 pour Verano de Escándalo puis le 2 octobre 2016 durant Heroes Inmortales X. Lors de cette seconde apparition, il fait équipe avec La Familia Fronteriza et perdent un match de l'échelle pour le championnat du monde par équipes de la AAA.
Lors de Triplemania XXVIII, il perd contre Kenny Omega et ne remporte pas le AAA Mega Championship.

### World Wrestling League (2013-2015)
Le 1er mars 2013, la World Wrestling League (en) (WWL), une fédération portoricaine de catch, annonce que Real Fuerza Aérea (Estelaris Jr., Hombre sin Miedo et Laredo Kid) va lutter le 21 avril durant Idols of Wrestling. Real Fuerza Aérea sortent vainqueur de leur match face à Noriega, Lince Dorado et Mr. 450.
Il y devient champion des Amériques de la WWL le 18 octobre 2014 après sa victoire dans un match à trois face à BJ et Joe Bravo. Il défend ce titre le 13 décembre face à BJ dans un match arbitré par Joe Bravo.
Son règne prend fin le 6 janvier 2015 après sa défaite dans un match à élimination où BJ lui succède.

### World Wrestling Entertainment (2015)
Début avril 2015, il participe à un match non diffusé avant l'enregistrement de Main Event du 11 avril. Il lutte sans son masque sous le nom de Tony Guevara et perd avec Sammy Guevara un match par équipe face au Los Matadores,. Quelques jours plus tard, la World Wrestling Entertainment lui propose un contrat.

### EVOLVE (2017)
Il fait ses débuts lors de l'EVOLVE 77 en perdent contre Tracy Williams.

### Impact Wrestling (2017-2019)
Il fait ses débuts à Impact Wrestling le 16 mars 2017 avec Garza Jr. en battant Eli Drake et Tyrus. Lors de Slammiversary XV, ils perdent un match par équipe pour les Impact World Tag Team Championship contre les champions en titres et vainqueurs du match, The Latin American Xchange (Ortiz & Santana), Drago & El Hijo del Fantasma et Naomichi Marufuji & Taiji Ishimori.
Le 20 septembre 2018 à Impact, il perd avec Aerostar & Vikingo contre Ohio Versus Everything.

### Retour à Impact Wrestling/Total Nonstop Action Wrestling (2021-...)
Le 9 septembre 2021, il fait son retour à Impact Wrestling, lors de Before The Impact en battant John Skyler.

## Palmarès

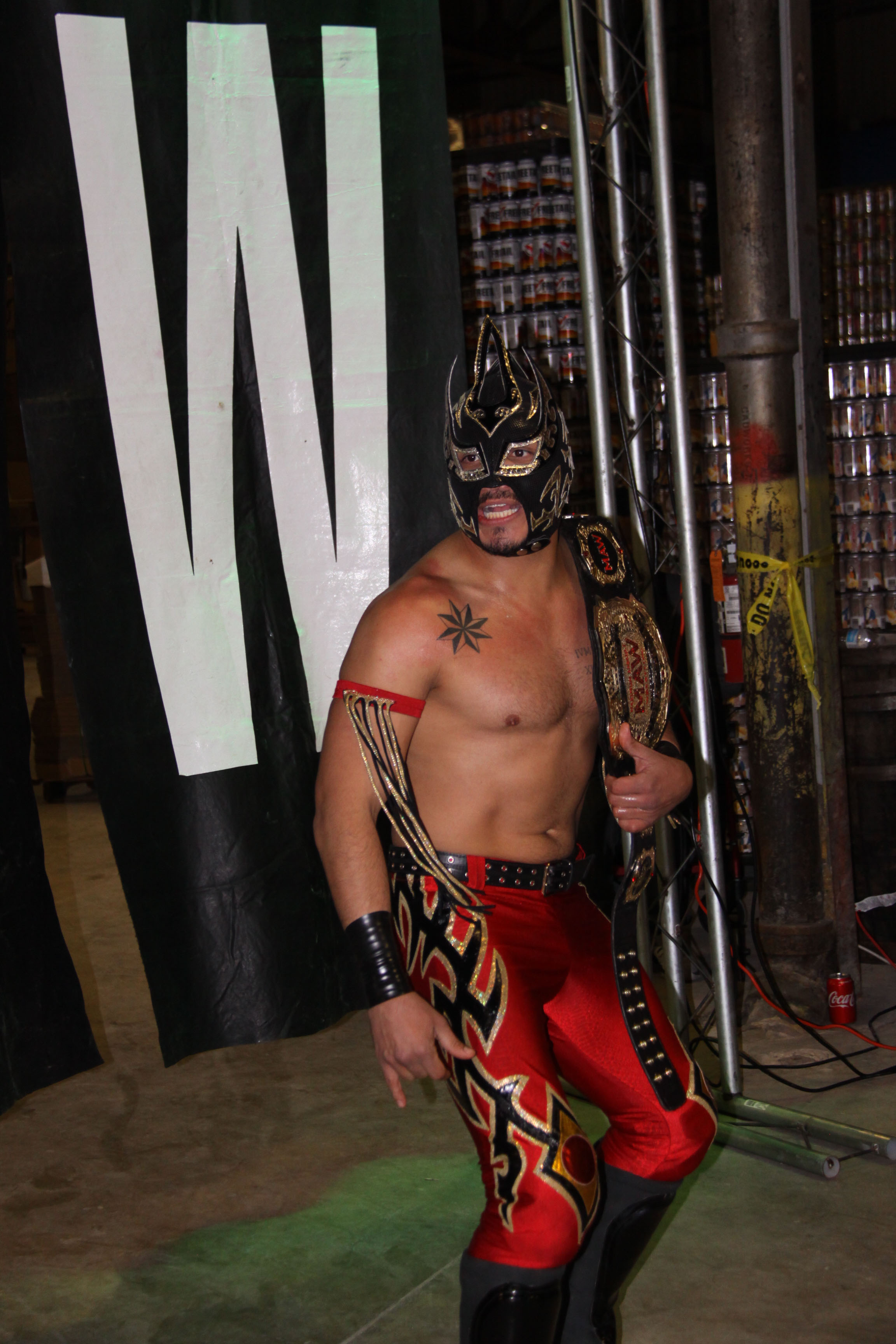
Laredo Kid avec la ceinture de champion de la Maximum Assault Wrestling.

- Asistencia Asesoría y Administración
  - 1 fois AAA World Cruiserweight Championship
  - 1 fois AAA World Trios Championship avec El Hijo del Vikingo et Myzteziz Jr.
  - Tournoi Luchando Por Un Sueño 2006[4]

- Llaves y Candados
  - 1 fois LyC Cruiserweight Champion[2] (actuel)

- Maximum Assault Wrestling
  - 2 fois MAW Heavyweight Champion[20] (actuel)

- Pro Wrestling Blitz
  - 1 fois PWB Tag Team Champion avec Garza Jr.[21] (actuels)

- World Wrestling League (en) (WWL)
  - 1 fois WWL Americas Champion[2],[20]

- Autres titres
  - 1 fois Tamaulipas State Tag Team Champion avec Hombre Sin Miedo

## Récompenses des magazines
- Pro Wrestling Illustrated

| Année | 2007 | 2008 à 2016 | 2017 | 2018       | 2019 | 2020 | 2021 | 2022 | 2023 |
| ----- | ---- | ----------- | ---- | ---------- | ---- | ---- | ---- | ---- | ---- |
| Rang  | 274  | Non classé  | 439  | Non classé | 199  | 299  | 22   | 66   | 124  |